# Max Martini
Maximilian Carlo Martini (11 de desembre de 1969) és un actor, guionista, i director estatunidenc conegut per els seus papers com el Caporal Fred Henderson a Salvem el soldat Ryan (Saving Private Ryan), com a Wiley a Level 9, com el Sergent Primer Sid Wojo a The Great Raid, i com el Sergent Major Mack Gerhardt a la sèrie, The Unit. També va protagonitzar el film 13 Hours: The Secret Soldiers of Benghazi.

## Filmografia

### Cinema
- The Glitter Dome (1985)
- Paramedics (1988)
- Pictures of Baby Jane Doe (1995)
- "Behind Enemy Lines" (1996)
- Contact (1997)
- Salvem el soldat Ryan (Saving Private Ryan) (1998) – Caporal Henderson
- Cement (1999)
- Backroads (2000)
- Another Day (2001)
- The Great Raid (2005)
- Street Warrior (2008)
- Redbelt (2008)
- Mandrake (2010)
- The Town: ciutat de lladres (The Town) – Swat FBI/HRT
- Colombiana – Agent Special del FBI Williams
- Pacific Rim (2013) – Hercules "Herc" Hansen
- Capità Phillips (Captain Phillips) (2013) – Comandant SEAL
- Sabotage (2014) – Tom "Pyro" Roberts
- Fifty Shades of Grey (2015) – Jason Taylor
- Edge (2015)
- Spectral (2016)
- 13 Hours: The Secret Soldiers of Benghazi (2016)
- Fifty Shades Darker (2017) – Jason Taylor
- My Little Pony: The Movie (2017) – Boyle
- Fifty Shades Freed (2018) – Jason Taylor
- Eli (2019) – Paul
- Sgt. Will Gardner (2019) - Will Gardner